# Afambo
Afambo est un lieu-dit situé en Éthiopie, à proximité de la frontière avec Djibouti, entre les lacs Afambo et Gemeri. La route qui relie Dikhil à Dessie y passe. Il donne son nom à la circonscription administrative éthiopienne éponyme (woreda).

## Histoire
C'est à Afambo qu'en 1875, une armée égyptienne commandée par le Suisse Werner Munzinger est défaite par les soldats du sultan de l'Awsa alors qu'elle tentait d'envahir la région à partir de Tadjourah.
En 1943, l'armée française occupe l'endroit et y construit un fort. Ce n'est qu'après dix ans de négociations frontalières que la zone est remise à l'Éthiopie, le 28 février 1954.